# Сербия на летних Олимпийских играх 2020
Сербия на летних Олимпийских играх 2020 года в Токио будет представлена как минимум 32 спортсменами в 5 видах спорта. В связи с пандемией COVID-19 Международный олимпийский комитет принял решение перенести Игры на 2021 год.

## Медали
| Серебро |             |                                                        |         |
| №       | Спортсмены  | Вид спорта (дисциплина)                                | Дата    |
| 1       | Дамир Микец | Стрельба (пневматический пистолет, 10 метров, мужчины) | 24 июля |

## Состав сборной
Академическая гребля
1. Квота 1
2. Квота 2

Баскетбол
 Баскетбол 3×3
1. Квота 1
2. Квота 2
3. Квота 3
4. Квота 4

 Водное поло
1. Квота 1
2. Квота 2
3. Квота 3
4. Квота 4
5. Квота 5
6. Квота 6
7. Квота 7
8. Квота 8
9. Квота 9
10. Квота 10
11. Квота 11

 Волейбол
1. Квота
2. Квота 2
3. Квота 3
4. Квота 4
5. Квота 5
6. Квота 6
7. Квота 7
8. Квота 8
9. Квота 9
10. Квота 10
11. Квота 11
12. Квота 12

Гребля на байдарках и каноэ
 Гребля на гладкой воде
1. Квота 1
2. Квота 2

 Стрельба
1. Квота 1
2. Квота 2
3. Квота 3
4. Квота 4
5. Квота 5

## Результаты соревнований

### Академическая гребля
Соревнования по академической гребле пройдут с 24 по 31 июля 2020 года на гребном канале Си Форест в Токийском заливе. В следующий раунд из каждого заезда проходят несколько лучших экипажей (в зависимости от дисциплины). В июне 2017 года МОК, в рамках проводимой политики гендерного равенства, утвердил решение о замене соревнований в мужских легковесных четвёрках на женские четвёрки распашные. Впервые в истории количество дисциплин у мужчин и женщин в олимпийской программе академической гребли стало равным.
В отборочный заезд гребных соревнований попадают спортсмены, выбывшие в предварительном раунде. В финал A выходят 6 сильнейших экипажей, остальные разыгрывают места в утешительных финалах B-F.
Основным этапом отбора на Олимпийские игры стал чемпионат мира 2019 года в австрийском Оттенсхайме. По его результатам сербские гребцы завоевали одну олимпийскую лицензию в мужских двойках распашных без рулевого.
4 июля стало известно, что после прибытия в Токио Милош Васич сдал положительный тест на коронавирус.
Мужчины
| Соревнование | Спортсмены                  | Предварительный заезд | Предварительный заезд | Предварительный заезд | Отборочный заезд | Отборочный заезд | Отборочный заезд | Четвертьфинал | Четвертьфинал | Четвертьфинал | Полуфинал | Полуфинал | Полуфинал | Финал | Финал | Итоговое место |
| Соревнование | Спортсмены                  | Заезд                 | Время                 | Место                 | Заезд            | Время            | Место            | Заезд         | Время         | Место         | Заезд     | Время     | Место     | Время | Место | Итоговое место |
| ------------ | --------------------------- | --------------------- | --------------------- | --------------------- | ---------------- | ---------------- | ---------------- | ------------- | ------------- | ------------- | --------- | --------- | --------- | ----- | ----- | -------------- |
| двойки       | Мартин Мацкович Милош Васич |                       |                       |                       |                  |                  |                  | не проводится | не проводится | не проводится |           |           |           | Финал | Финал |                |
| двойки       | Мартин Мацкович Милош Васич |                       |                       |                       |                  |                  |                  | не проводится | не проводится | не проводится |           |           |           |       |       |                |

### Баскетбол

#### Баскетбол 3×3
9 июня 2017 года Исполком Международного олимпийского комитета принял решение включить баскетбол 3×3 в программу летних Олимпийских игр 2020 года в Токио. На Играх выступят по 8 сборных у мужчин и женщин. Квалификация осуществлялась по результатам мирового рейтинга и квалификационных турниров.
Мужчины
Мужская сборная Сербии по баскетболу 3×3 гарантировала себе участие в Олимпийских играх, заняв первое место в мировом рейтинге по состоянию на 1 ноября 2019 года.
Результаты
Групповой этап
| Место | Сборная    | И | В | П | ОЗ  | ОП  | +/- | ПП  | Квалификация  |
| ----- | ---------- | - | - | - | --- | --- | --- | --- | ------------- |
| 1     | Сербия     | 7 | 7 | 0 | 138 | 91  | +47 | 100 | Полуфинал     |
| 2     | Бельгия    | 7 | 4 | 3 | 126 | 127 | -1  | 57  | Полуфинал     |
| 3     | Латвия     | 7 | 4 | 3 | 133 | 129 | +4  | 57  | Четвертьфинал |
| 4     | Нидерланды | 7 | 4 | 3 | 132 | 129 | +3  | 57  | Четвертьфинал |
| 5     | ОКР        | 7 | 3 | 4 | 116 | 125 | -9  | 43  | Четвертьфинал |
| 6     | Япония     | 7 | 2 | 5 | 123 | 134 | -11 | 29  | Четвертьфинал |
| 7     | Польша     | 7 | 2 | 5 | 120 | 130 | -10 | 29  |               |
| 8     | Китай      | 7 | 2 | 5 | 119 | 142 | -23 | 29  |               |

### Водные виды спорта

#### Водное поло
Соревнования по водному поло на летних Олимпийских играх 2020 года пройдут с 25 июля по 9 августа в международном плавательном центре Тацуми.
Мужчины
Мужская сборная Сербии квалифицировалась на Игры, одержав победу над сборной Хорватии со счётом 12:11 в финальном матче Мировой лиги, проходившей в Белграде. Сербская сборная является действующим олимпийским чемпионом.
Результаты
Групповой этап (Группа B)
| Место | Сборная    | И | В | Н | П | ГЗ | ГП | +/- | Очки |
| ----- | ---------- | - | - | - | - | -- | -- | --- | ---- |
| 1     | Испания    | 3 | 3 | 0 | 0 | 37 | 22 | +15 | 6    |
| 2     | Хорватия   | 3 | 2 | 0 | 1 | 44 | 26 | +18 | 4    |
| 2     | Сербия     | 3 | 2 | 0 | 1 | 45 | 26 | +19 | 4    |
| 4     | Австралия  | 3 | 1 | 0 | 2 | 29 | 37 | -8  | 2    |
| 4     | Черногория | 3 | 1 | 0 | 2 | 29 | 31 | -2  | 2    |
| 6     | Казахстан  | 3 | 0 | 0 | 3 | 16 | 58 | -42 | 0    |

### Волейбол

#### Волейбол
Женщины
Результаты
Групповой этап (Группа A)
| Сборная                     | Матчи | Матчи | Очки | Сеты | Сеты | Сеты  | Мячи | Мячи | Мячи  |
| Сборная                     | В     | П     | Очки | В    | П    | В:П   | В    | П    | В:П   |
| --------------------------- | ----- | ----- | ---- | ---- | ---- | ----- | ---- | ---- | ----- |
| 1. Бразилия                 | 5     | 0     | 14   | 15   | 3    | 5,000 | 434  | 315  | 1,378 |
| 2. Сербия                   | 4     | 1     | 12   | 13   | 3    | 4,333 | 381  | 313  | 1,217 |
| 3. Республика Корея         | 3     | 2     | 7    | 9    | 10   | 0,900 | 374  | 415  | 0,901 |
| 4. Доминиканская Республика | 2     | 3     | 8    | 10   | 10   | 1,000 | 411  | 406  | 1,012 |
| 5. Япония                   | 1     | 4     | 4    | 6    | 12   | 0,500 | 378  | 395  | 0,957 |
| 6. Кения                    | 0     | 5     | 0    | 0    | 15   | 0,000 | 242  | 376  | 0,644 |